# Hårdgjord yta

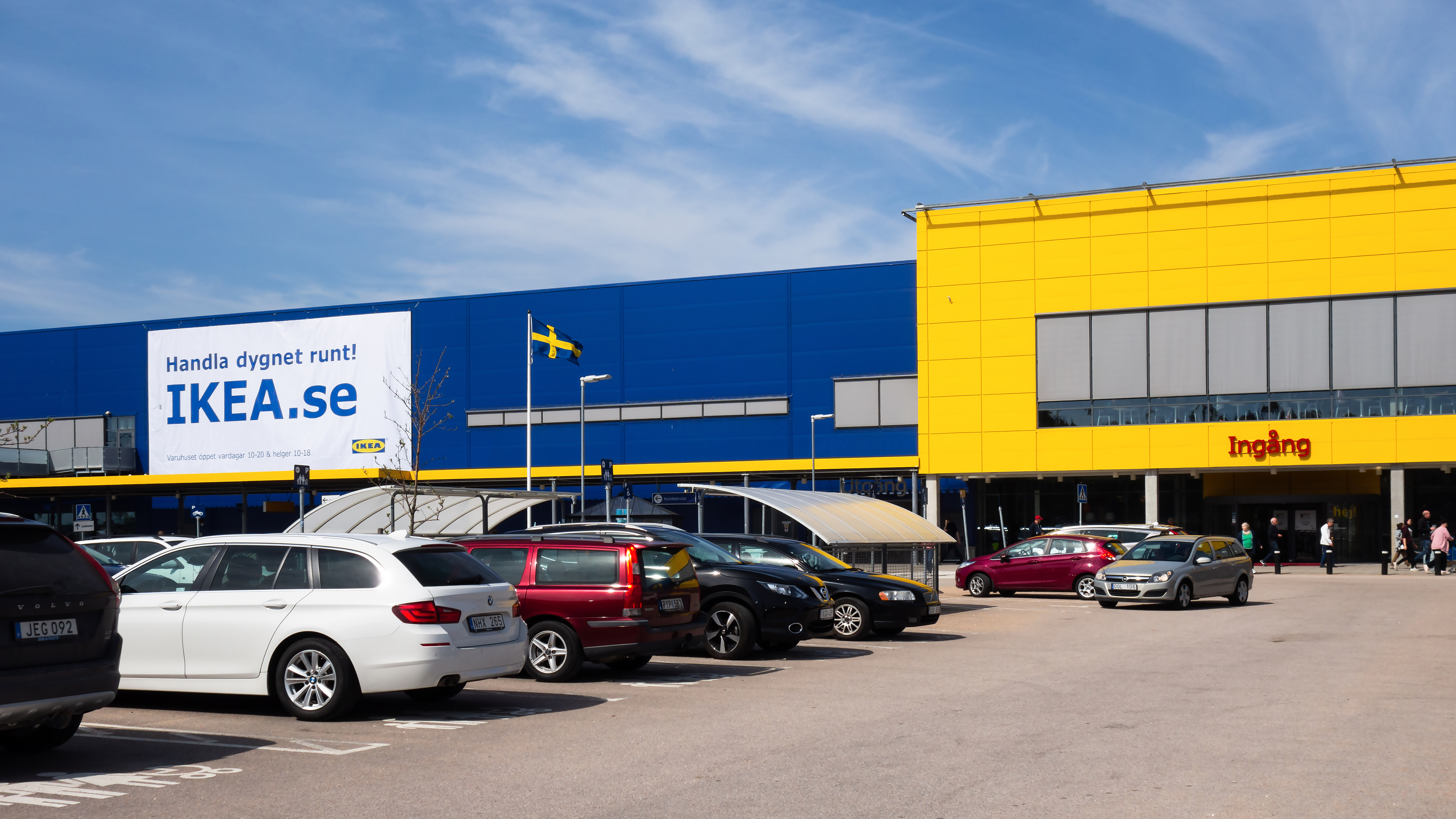
Många parkeringsplatser är hårdgjorda ytor.

Hårdgjord yta innebär i hydrotekniska sammanhang en sådan yta där vatten inte kan infiltrera marken utan allt regnvatten och smältvatten rinner snabbt ut till sjöar och vattendrag. Även om det finns naturligt hårdgjorda ytor, till exempel kalt berg, är de flesta hårdgjorda ytor konstruerade av den moderna människan, så som hustak och asfalterade vägar.
Finns det stora mängder hårdgjorda ytor inom ett avrinningsområde påverkas både det dimensionerande flödet och flödesdimensioneringen.
Inom landskapsarkitektur kallas ytor hårdjorda även om de punktvis infiltrerar vatten genom konstruktioner som dagvattenbrunnar eller planteringsgaller.